# 激勵相容
在機制設計理論中，一個程序稱為是激勵相容的，若所有的參與者若依機制在誠實地揭示任何被要求的私有資訊時，會得到最好的成果。舉例來說，策略性投票即缺乏激勵相容的特性。在沒有假投標或勾結的情況下，維克里拍賣則是個符合激勵相容的例子。
存在一些不同程度的激勵相容：在部分賽局裡，說實話是支配性策略；程度較弱的版本中，說實話則是一種貝氏納許均衡（若其他人也說實話，則說實話是最好的策略）。
這一詞也被用於經濟學的研究之中。

## 另見
- 林達爾租稅
- 偏好顯示